# Sylvia Meyer
Sylvia Beatriz Meyer Merklen (Montevideo, 15 de octubre de 1959) es una cantante, pianista y compositora uruguaya.

## Biografía
Sylvia Meyer estudió composición, dirección de orquesta y coral, piano y oboe en el Conservatorio Universitario de Montevideo. Inició su actividad artística a comienzos de los años ochenta. En 1982 grabó su primer álbum Cantar en la oscuridad. En la canción “Demasiado breve” canta con Eduardo Darnauchans. Ese mismo año participó en el álbum colectivo Canciones del asfalto.
Al año siguiente grabó en Noruega su segundo disco, Piano lejos, que incluye algunos textos de Carlos Maggi y colaboración de Daniel Amaro en guitarra. En 1984 participó en Canciones de urgencia, otro disco colectivo.
En 1988 editó Fuera de lugar, un álbum donde participan Osvaldo Fattoruso, José Pedro Beledo, Hugo Jasa, Jorge Camiruaga y Jorge Galemire. Meyer vuelve a musicalizar textos de Carlos Maggi, y también de Enrique Fierro.
En los años noventa editó La hija de Gorbachov y Darnauchans, disco donde versiona quince canciones de Eduardo Darnauchans. También canta en la canción “Reina” del álbum Fines de Fernando Cabrera, publicado en 1993.
En 2005 publicó Música desde Alma mater, banda de sonido de la película Alma mater de Álvaro Buela. Ese año también se editó Desde la ventana, donde musicaliza textos de Mauricio Rosencof, y en 2006, Feliz apocalipsis, un compilado de bandas sonoras para obras de teatro y cine.
Meyer compuso música para más de treinta obras de teatro, las bandas sonoras de las películas Alma mater y La deriva de Álvaro Buela y Rambleras de Daniela Speranza. También ha musicalizado proyectos audiovisuales de Liliana Porter con Ana Tiscornia, adquiridos por el Museo Reina Sofía de Madrid y exhibidos en ferias de arte, museos y bienales de Europa y Estados Unidos.

## Discografía
- Cantar en la oscuridad (Sondor, 1982)
- Piano lejos (Sondor, 1983)
- Fuera de lugar (Orfeo, 1988)
- La hija de Gorbachov (Sondor, 1990)
- Darnauchans (Orfeo, 1995)
- Música desde Alma mater (Bizarro, 2005)
- Feliz apocalipsis (Centro Cultural de España Montevideo, 2006)

### Con Mauricio Rosencof
- Desde la ventana (Montevideo Music Group, 2005)

### Con Riki Musso
- La luz mala (2023)

### Colectivos
- Canciones del asfalto (Sondor, 1982)
- Canciones de urgencia (Sondor, 1984)
- Con esa voz (Sondor, 1991)

### Recopilaciones
- Vera Sienra / Sylvia Meyer (Posdata, 1999) (Contiene tres canciones de Piano lejos.)

### Juntadas
- Fines de Fernando Cabrera (Ayuí / Tacuabé, 1993)
- Crispín Amores Artigas (Edición sin sello discográfico y sin año impreso.) (Texto y dirección de Carlos Maggi, música de Hugo Fattoruso. Obra teatral estrenada en 1986.)[18][19]